# Deus, Pátria, Autoridade
Deus, Pátria, Autoridade (Portugiesisch für: Gott, Vaterland, Obrigkeit) ist ein schwarzweißer Dokumentarfilm des portugiesischen Regisseurs Rui Simões aus dem Jahr 1975. Im Untertitel trägt der Film die Ergänzung Cenas da Vida Portuguesa 1910–1974 (Portugiesisch für: Szenen des portugiesischen Lebens 1910–1974) und war als politikdidaktisches Instrument zur Aufklärung und Aufarbeitung der Salazardiktatur nach der linksgerichteten Nelkenrevolution 1974 gedacht.

## Inhalt
Der Filmtitel zitiert eine bekannte Rede des Diktators Salazar aus dem Jahr 1936, in der er die Grundpfeiler seiner Regierung beschrieb mit den Worten: „Wir diskutieren nicht über Gott und die Tugend; wir diskutieren nicht über das Vaterland und seine Geschichte; wir diskutieren nicht über die Obrigkeit und ihr Prestige.“ (Original: Não discutimos Deus e a Virtude; Não discutimos a Pátria e a sua história; Não discutimos a Autoridade e o seu prestígio.). Ausgehend von dieser Rede, in der Salazar die Grundprinzipien seiner seit 1932 etablierten Estado Novo-Diktatur darlegte, erläutert der Film die Entwicklung und die Ideologie des Regimes.
Geschichte und Funktionsprinzipien der portugiesischen Gesellschaft seit der Ausrufung der Republik 1910, die Ideologie der Salazar-Diktatur, die Unterstützung der katholischen Kirche, die Unterdrückungsmechanismen und der Portugiesische Kolonialkrieg bis zur befreienden Nelkenrevolution am 25. April 1974 sind die wesentlichen Themen.

## Rezeption
Der Film ist eine Dekonstruktion des Salazar-Regimes und zeigt dazu Aufnahmen aus den Tagen der Nelkenrevolution (25. April 1974) und Archivaufnahmen, ein Sprecher führt erläuternd durch den Film. Rui Simões führte Regie, schrieb das Drehbuch und produzierte den Film für das Filmkollektiv Cooperativa Virver. Finanziert wurde das Werk maßgeblich von der staatlichen portugiesischen Filmförderung Instituto Português de Cinema (heute Instituto do Cinema e do Audiovisual, ICA), unter Beteiligung des damals noch staatlichen, heute öffentlich-rechtlichen Fernsehsenders RTP.
Deus, Pátria, Autoridade feierte seine offizielle Premiere am 21. Februar 1976 im Cinema Universal in Lissabon und war mit 22.188 verkauften Tickets ein Erfolg. Der Film wurde jedoch meist außerhalb regulärer Kinos in ungezählten Aufführungen und zu den verschiedensten Gelegenheiten gezeigt und erreichte damit vermutlich einige hunderttausende Menschen.
Der Film wurde von Costa do Castelo Filmes zunächst als VHS-Kassette und 2006 als DVD veröffentlicht, später veröffentlichte Real Ficção den Film erneut als DVD.